# Flughafen Nerlerit Inaat

i7
i11
i13
Der Flughafen Nerlerit Inaat (grönländisch Mittarfik Nerlerit Inaat [ˈnɜɬːɜʁit iˈnaːt], dänisch Nerlerit Inaat Lufthavn, (IATA-Code: CNP, ICAO-Code: BGCO)) ist ein Flughafen im östlichen Grönland.

## Lage
Nerlerit Inaat (Tunumiisut Nertiit Iaat; „Platz der Gänse“) liegt in Jameson Land, 38 km nordwestlich von Ittoqqortoormiit, aber von diesem getrennt durch den Kangersaajiva (Hurry Inlet). Direkt nördlich liegt ein großes Flussdelta, das zum Nertiit Iaala Ilinnerala Aqqulaa (Gåseelv) gehört. 34 km südöstlich befindet sich Itterajivit, ein Ort, der seit 2005 verlassen ist. Damit ist Nerlerit Inaat, auch weil keine Straßen davon wegführen, einer der einsamsten Flughäfen der Welt, in dessen direktem Einzugsbereich keine Menschen ansässig sind.

## Geschichte

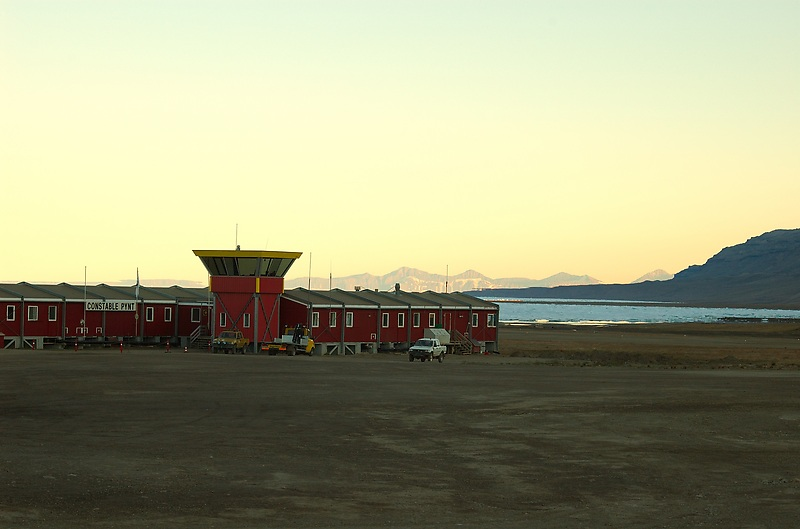
Terminal (2007)

Nerlerit Inaat wurde 1985 von der US-amerikanischen Ölfirma Atlantic Richfield Company errichtet. Man fand jedoch keine ausbeutungswerten Ölvorkommen in der Gegend, sodass  der Flughafen 1990 an die Regierung verkauft wurde und seitdem zivil betrieben wird.

## Ausstattung
Der Flughafen verfügt über eine mit Schotter bedeckte Landebahn (18/36) mit einer Länge von 1000 m und einer Breite von 30 m. Es gibt keine Flächenenteisungsanlagen. Über das ungerichtete Funkfeuer mit der Kennung CP ist ein Instrumentenanflug verfügbar, Sichtflug ist aber ebenfalls gestattet.

## Fluggesellschaften und Ziele
Air Greenland bietet eine Helikopterverbindung zum Heliport Ittoqqortoormiit an. Mit dem Flugzeug wird der Flughafen nur von Norlandair über den Flughafen Akureyri und über den Flughafen Reykjavík angeflogen. Ittoqqortoormiit kann somit lediglich mit dem Umweg über Island vom Rest Grönlands angeflogen werden.

## Bevölkerungsentwicklung
Die Bevölkerungs- bzw. Mitarbeiterzahl liegt meist bei etwa fünf Personen.